# Asota confinis
Asota confinis là một loài bướm đêm trong họ Erebidae.